# Wu Tianming

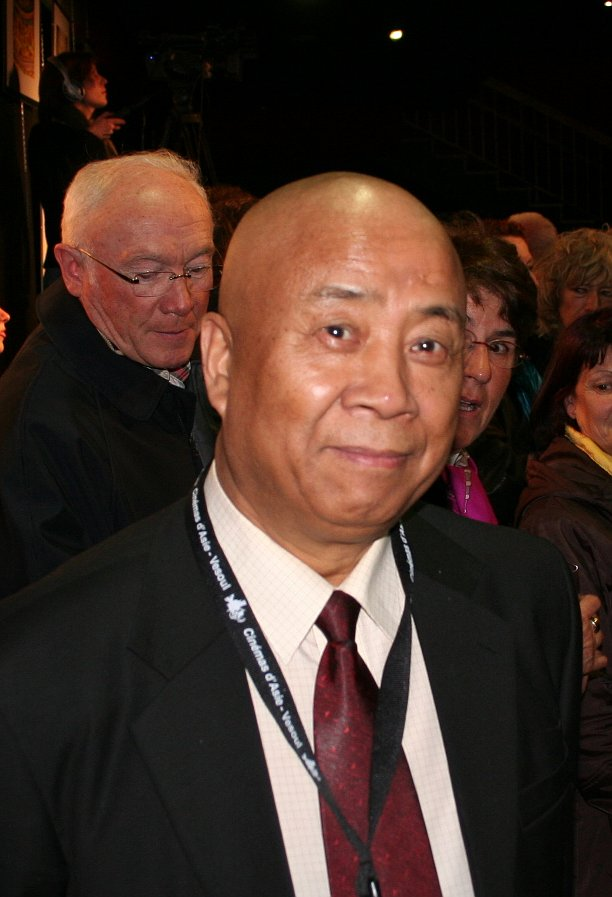
Wu Tianming (2007)

Wu Tianming (chinesisch 吳天明 / 吴天明, Pinyin Wú Tiānmíng; * 19. Oktober 1939 im Kreis Sanyuan, Shaanxi; † 4. März 2014, Peking) war ein chinesischer Filmregisseur, -produzent, Drehbuchautor und Schauspieler. Er gilt als „eine der schillerndsten Figuren des neuen chinesischen Kinos.“

## Leben
Wu wurde als Sohn eines kommunistischen Guerillakämpfers in Shaanxi geboren. Er wuchs in einfachen Verhältnissen auf, befand sich mit seiner Familie jedoch auch ständig auf der Flucht vor den Männern Chiang Kai-sheks. Nach der Ausrufung der Volksrepublik China am 1. Oktober 1949 stieg Wus Vater in den kommunistischen Kader auf. Wu studierte an der Filmhochschule in Peking und wurde 1960 in die Dramenabteilung des 1958 gegründeten Filmstudios in Xi’an aufgenommen. Er trat in Nebenrollen auf, bevor er sich der Regiearbeit zuwandte. Die Kulturrevolution unterbrach sein filmisches Schaffen, das er 1974 als Regieassistent von Cui Wei wieder aufnahm. Zwei Jahre später wurde er Assistent im Xi’an Studio (西安电影制片厂, heute Western Movie Group – 西部电影集团) und schließlich 1983 Direktor des Filmstudios. In dieser Funktion holte er zahlreiche junge Regisseure teilweise direkt von der Filmakademie in die Xi’an Studios „und bot ihnen alle Freiheiten, ihre Ideen zu verwirklichen“. Er wurde so zum Produzenten und Mentor von teilweise umstrittenen Regisseuren der „Fünften Generation“, wie Chen Kaige, Tian Zhuangzhuang und Zhang Yimou.
Mit seiner Kritik am Konfuzianismus und den Ideologien Maos und Dengs schuf sich Wu zahlreiche Feinde in China und wurde 1989 als „intellektueller Vordenker der Studentenproteste“ seiner Ämter enthoben. Wu, der zu dem Zeitpunkt einen Lehrauftrag an der Columbia University angenommen hatte, blieb 1989 in Amerika im Exil, wo er unter anderem in einer Videothek arbeitete. Seine Tochter (吴妍妍,  Wú Yányán) und Frau (穆淑兰,  Mù Shūlán) folgten ihm 1992 bzw. 1993 ins Exil.
Im Jahr 1994 kehrte Wu nach China zurück und trat 1996 mit seinem Film Der König der Masken wieder öffentlich in Erscheinung.

## Filmografie (Auswahl)
Als Regisseur
- 1979: The Thrill of Life (Shēnghuó de chànyīn, 生活的颤音)
- 1984: Das Leben der Menschen (Rénshēng, 人生)
- 1984: Fluss ohne Bojen (Méiyǒu hángbiāo de héliú, 没有航标的河流)
- 1987: Alter Brunnen (Lǎo Jǐng, 老井)
- 1996: Der König der Masken (Biàn Liǎn, 变脸)
- 1998: Stand by You (Fēicháng àiqíng, 非常爱情)
- 2002: C.E.O. (Shǒuxí zhíxíngguān, 首席执行官)
- 2016: Song of the Phoenix (Bǎiniǎo cháo fèng, 百鸟朝凤) 1

Als Produzent
- 1986: The Horse Thief (Dàomǎzéig, 盗马贼)
- 1987: Rotes Kornfeld (Hóng gāoliang, 红高粱)
- 1988: Deckname Puma (Dàihào měizhōubào, 代号美洲豹)
- 1988: Rock Kids (Yáogǔn qingnian, 摇滚青年)
- 2007: Mr. Cinema (Lǎo Gǎng zhèngzhuàn, 老港正传)

Als Schauspieler
- 1981: The Xi’an Incident (Xī’ān Shìbiàn, 西安事变)
- 1993: Töchter des Himmels (The Joy Luck Club)
- 2012: Old Man’s Wish (Lǎorén yuàn, 老人愿)
- 2012: Full Circle (Fēiyuè lǎorényuàn, 飞越老人院)

__
Quelle: Hong Kong Movie Database

## Auszeichnungen (Auswahl)
- 1987: Tokyo International Film Festival – Tokyo Grand Prix für Alter Brunnen
- 1997: International Istanbul Film Festival – Goldene Tulpe für Der König der Masken